# José Alberto Herrera
José Alberto Herrera es un político argentino, oriundo de la ciudad de Clodomira, provincia de Santiago del Estero. Inició su vida política desde muy joven militando en el Partido Justicialista. Entre 1999 y 2001 llegó a ser concejal en su ciudad. En 2001 fue elegido intendente de Clodomira, cargo para el cual fue reelegido en 2005.
Se postuló para diputado nacional en las elecciones legislativas de 2007, siendo segundo en la lista del Frente Cívico por Santiago, partido formado y liderado en Santiago del Estero por Gerardo Zamora. Obtuvo la banca con el 52,39% de los votos. En 2010, durante el debate de la Ley de Matrimonio Igualitario, votó en contra de aprobar dicha norma. Renovó el cargo en las legislativas de 2011 y en las legislativas de 2015, obteniendo el 71,03% y el 65,67% de los votos respectivamente.
En octubre de 2017 se postuló para intendente de Clodomira por el Partido Justicialista y consiguió un triunfo con el 43% de los votos. El 8 de noviembre renunció a su banca en la Cámara de Diputados de la Nación para asumir la intendencia, y fue reemplazado por Estela Mary Neder. Juró como jefe comunal el 15 de noviembre.
En 2021 buscó la reelección, pero fue derrotado en las elecciones por Daniel Ruiz, quien asumió como intendente el 10 de diciembre.